# Putukrejo (Loceret)
Putukrejo is een bestuurslaag in het regentschap Nganjuk van de provincie Oost-Java, Indonesië. Putukrejo telt 2181 inwoners (volkstelling 2010).